# Grundschule an der Limesstraße
Der Altbau der heutigen Grundschule an der Limesstraße im Münchner Stadtteil Aubing ist ein unter Denkmalschutz stehendes Gebäude aus dem Jahr 1906. Die ursprüngliche Dorfschule stand im Dorfkern, nördlich der Bahnstrecke München–Buchloe. Der Bau einer zweiten Schule wurde erforderlich, weil durch den Zuzug der Arbeiter für die neu eröffnete Centralwerkstätte der Bahn im Süden der damals selbständigen Gemeinde die Bevölkerung stark anstieg. Die Bewohner der Eisenbahnerwohnungen in der Kolonie Neuaubing, südlich der Bahnstrecke Pasing–Herrsching, sowie die des Gutes Freiham sollten durch die neue „Schule Aubing Freiham“ versorgt werden. Durch deren Lage genau zwischen dem alten Dorfkern und der Kolonie wurde das spätere Zusammenwachsen gefördert.
Der Schulbau mit vier großen Klassenzimmern und Wohnungen für Lehrer und Hausmeister galt zeitgenössischen Beobachtern als mustergültig. Die Süddeutsche Bauzeitung schrieb anlässlich der Eröffnung: „So besitzt nun Aubing ein Schulhaus, dessen Anlage und innere Einrichtung allen den Ansprüchen genügt, die man heute an ein modernes Schulhaus auch auf dem Lande zu stellen berechtigt ist.“

## Vorgeschichte und Lage
siehe auch: Geschichte Aubings

Lageplan des Schulgrundstücks. Unten die heutige Limesstraße, der L-förmige Bereich darüber ist das Schulgebäude.

Im Zuge der Errichtung der Eisenbahn-Centralwerkstätte und des damit verbundenen Bevölkerungswachstums hatte das Bezirksamt München schon 1904 den Zuzug von 100 schulpflichtigen Kindern festgehalten. Eine Mitbetreuung an der Schule „Aubing-Dorf“ war nicht möglich, daher forderte das Bezirksamt die Gemeinde Aubing mehrfach zum Bau einer neuen Schule auf. Die Gemeindegremien wollten sich dem jedoch trotz eindeutiger Rechtspflicht nicht beugen: Sie vertraten den Standpunkt, dass die Verantwortlichen für die Ansiedlung der Centralwerkstätte auch die nötige Infrastruktur finanzieren müssten. Das Bezirksamt kam der Gemeinde finanziell entgegen, indem es Zuschüsse bereitstellte und eine für die Gemeinde kostenfreie Planung durch den Bezirksingenieur und Architekten Adolf Fraas erstellen ließ.
Nach einer Quelle sagte schließlich auch die Bahn eine Beteiligung von 50.000 Mark zu (entspricht inflationsbereinigt etwa 386.000 Euro), vorausgesetzt, die Gemeinde würde den damaligen Lochhamer Weg (heute Limesstraße), also die Verbindung von der Schule zu den Eisenbahnerwohnungen und der Centralwerkstätte, zweispurig ausbauen und mit festem Fußweg ausstatten. Die Kosten hierfür betrugen 30.000 Mark (≈ 232.000 Euro). Die Gemeinde stimmte schließlich zu und musste nach dieser Quelle weitere 90.000 Mark (≈ 696.000 Euro) an Krediten aufnehmen, die über Umlagen von den steuerpflichtigen Bürgern – sprich: Grundstücksbesitzern außer der Bahn – finanziert wurden. Nach einer anderen, zeitgenössischen Quelle betrugen die Gesamtkosten 90.000 Mark, zu denen das Verkehrsministerium 50.000 Mark und der Landkreis 10.000 Mark beisteuerten.
Hugo von Maffei, Eigentümer des Guts Freiham, der die Ansiedelung der Centralwerkstatt veranlasst hatte, bot der Gemeinde in der Nähe seines Guts einen günstigen Bauplatz an, um weiteren Siedlungsbau auf seinen Gütern zu fördern. Die Gemeinde lehnte jedoch ab. Schließlich bot der Aubinger Pfarrer der Gemeinde das Grundstück an, auf dem die heutige Limesschule steht. Durch die Lage zwischen Alt-Aubing und der neuen Siedlung führte dies in den folgenden Jahren zu einem Zusammenwachsen beider Bereiche. Interessant ist in diesem Zusammenhang, dass die Kirche zwar durch das Konkordat die Schulaufsicht hatte, die königliche Regierung von Oberbayern aber als Kuratelbehörde der Kirchenstiftungen eine Schenkung untersagte. Daher erfolgte ein „wertgleicher“ Tausch gegen eine saure Wiese an anderer Stelle.
Das ursprüngliche, annähernd rechteckige Grundstück war etwa zwei- bis dreimal so lang wie breit und lag mit der kurzen Seite an der Straße (siehe Karte). Die Größe von zwei Tagewerk (etwa 6800 m²) bot auch Platz für Nebengebäude, einen baumumstellten, quadratischen Turn- und Spielplatz und im hinteren und seitlichen Bereich Nutz- und Ziergärten.

## Die Schule bei der Eröffnung
Am 2. Oktober 1906 wurde die zweigeschossige „Schule Aubing Freiham“ mit zunächst 42 Schülern, eingeweiht.
In der Süddeutschen Bauzeitung erschien im Januar 1907 eine ausführliche Beschreibung des Schulhauses (siehe Reproduktionen unten).
Zwei „Schulsäle“ (Unterrichtsräume) für jeweils 67 Kinder befanden sich im Erdgeschoss, zwei weitere für jeweils 70 Kinder im ersten Stock. Im Erdgeschoss befand sich außerdem eine Gemeindekanzlei, die auch als Konferenzzimmer genutzt werden konnte und eine Lehrerwohnung mit fünf Zimmern, Küche, Kammer und Abort. Im 1. Stock gab es ein Lehrmittelzimmer und eine weitere, ähnliche Lehrerwohnung mit sechs Zimmern, von denen eines auch für einen Hilfslehrer abgetrennt werden konnte. Die Wohnungen waren im Trakt an der Straße, die Klassenzimmer befanden sich einem Flügel, der im rechten Winkel angebaut war. In beiden Stockwerken waren außerdem Toilettenräume für Jungen und Mädchen. Das Dachgeschoss wurde mit der Hausmeisterwohnung sowie weiteren Zimmern für Hilfslehrer und „alle nötigen kleinen Räume“ ausgestattet.
Die Beschreibung erwähnte weiterhin, dass das ganze Gebäude mit elektrischem Licht versehen und kanalisiert sei, mit einer Versitzgrube im Hof, und einem neun Meter tiefen Röhrenbrunnen für die Wasserversorgung. Besonders hervorgehoben wurde auch der einfache Schmuck der Innenräume, um die „bei derartigen Schulhäusern übliche Monotonie zu brechen“.

## Weitere Geschichte

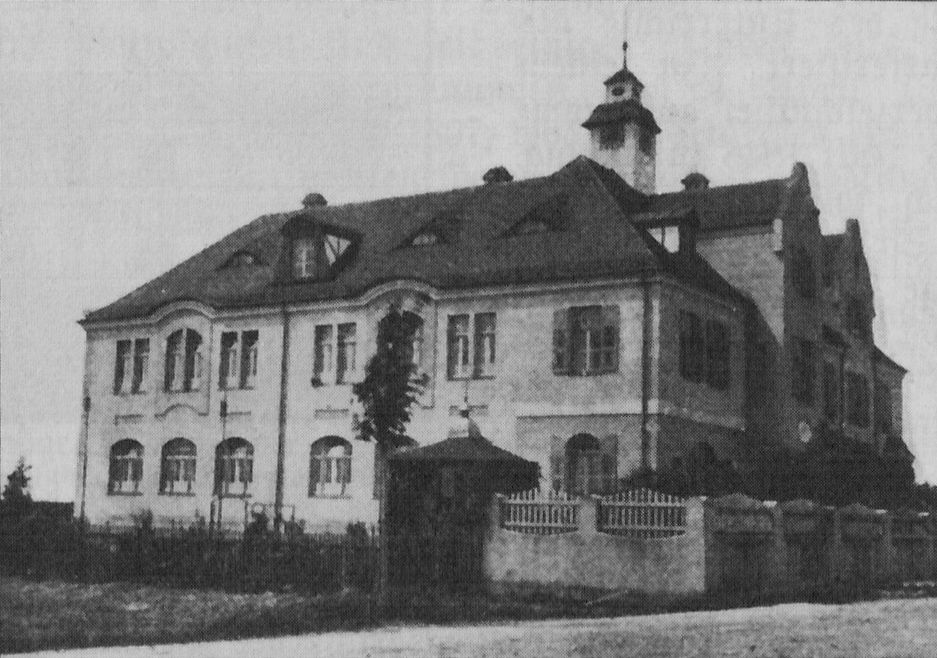
Das „neue Schulhaus“ in einer Ansicht von 1915 von Süden her, die Straße ist rechts. Vor der Südwand ist heute der Durchgang zur Turnhalle.

Die Schule bot anfangs sieben Schuljahre an. 1909 wandte sich der Vorstand des Jugendfürsorgevereins Aubing an die Hohe Königliche Regierung von Oberbayern mit der dringenden Bitte in ganz Aubing ein achtes Schuljahr einzuführen. Da Knaben erst mit 14 Jahren ein Handwerk erlernen durften, hätten diese nach Ende der Schulzeit ein Jahr frei, in einem Alter, in dem sie „der strengsten Beaufsichtigung und der liebevollsten Leitung bedürften“, aber häufig beide Eltern arbeiten müssten. Müßiggang und Zwecklosigkeit als Initiator von Elend sollten vermieden werden, indem jene Knaben, die nicht in der Landwirtschaft arbeiteten, sondern ein Handwerk erlernen wollten, zu einem achten Schuljahr verpflichtet werden.
1910 waren bereits 120 Schüler zu verzeichnen. 30 protestantische Kinder gingen im benachbarten Pasing auf die Schule. 1915 erfolgte die Umbenennung in Volksschule Neuaubing. 1928/29 wurde durch eine erste Erweiterung, eine Verlängerung des Klassenzimmer-Flügels, die Zahl der Klassenzimmer auf acht verdoppelt, 321 Schüler wurden verzeichnet.
Im Sommer 1943 wurden noch vor Ende der Sommerferien etwa 30 Schüler der Oberschule im benachbarten Pasing als Luftwaffenhelfer für die Neuaubinger Flak-Batterie (heute Freienfelsstraße) zwangsverpflichtet und in zwei Schulzimmern im Erdgeschoss der „Volksschule Neuaubing“ untergebracht. Die Zimmer wurden dafür mit Doppelstockbetten mit Strohsäcken, Tischen, Stühlen und Spinden ausgestattet. Zwei befehlende Unteroffiziere belegten einen weiteren Raum. Unter den etwa 17-jährigen Schülern der Jahrgänge 1926 und 1927 waren auch solche, die hier schon in die Grundschule gingen. Das Verlassen des Geländes war verboten, über Wochen gab es nur wenige Ausnahmen von dieser Regel. Auch ihr Schulunterricht fand im selben Gebäude statt. 1944 zogen die Luftwaffenhelfer in Baracken bei der Flak-Stellung um. Auch dort erhielten sie weiter Unterricht durch ihre Lehrer.

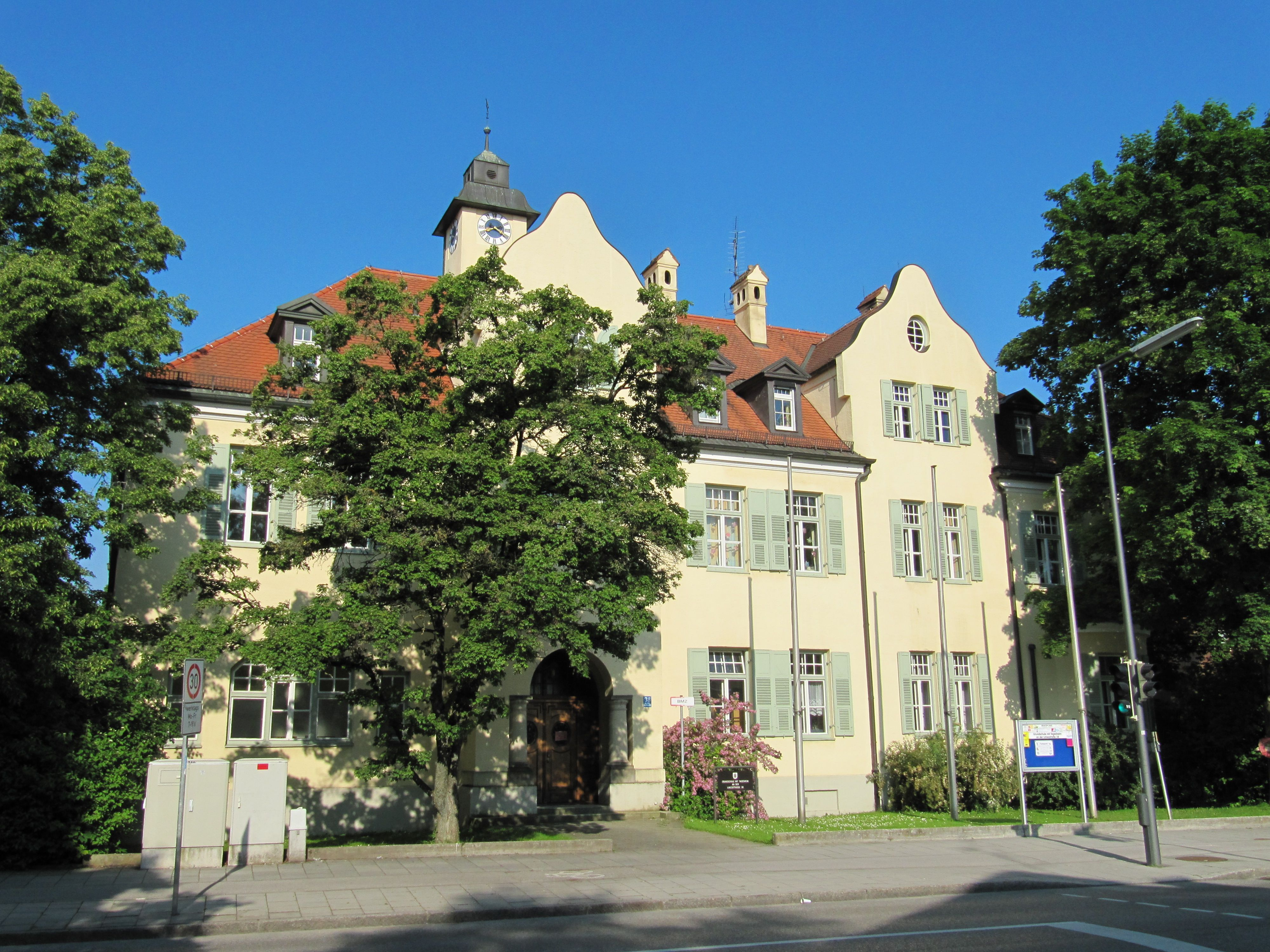
Die „Grundschule an der Limesstraße“ im Jahr 2010.

Das Schulhaus überstand den Zweiten Weltkrieg unbeschadet und wurde 1945 nach Kriegsende als Flüchtlingslager benutzt. Der Schulbetrieb wurde im Oktober 1945 wieder aufgenommen. Einschließlich des ehemaligen Lehrer- und Handarbeitszimmers standen zehn Räume bereit, um 1010 Kinder in 22 Klassen mit durchschnittlich 46 Schülern im Schichtbetrieb vor- und nachmittags zu unterrichten.
Der noch heute so genannte Neubau wurde 1956 im ehemaligen Schulhof errichtet. Auf drei Stockwerken sind insgesamt neun Klassenzimmer untergebracht. Ein Turnraum befindet sich im Keller des Altbaus unter den Klassenräumen, 1960 wurde eine zweite Turnhalle mit Schwimmbecken gebaut. Sie befindet sich südlich des Altbaus, außerhalb des ursprünglichen Schulgrundstücks. Bis 1976 wurden noch neun Jahrgangsstufen unterrichtet, dann erfolgte die Umwandlung: Aus der „Bekenntnisschule an der Limesstraße“ wurde die „Grundschule an der Limestraße“, meist wird sie jedoch Limesschule genannt. Gleichzeitig wurde das Tagesheim eröffnet, das seitdem in mehreren Räumen im Erdgeschoss des Altbaus eine Nachmittagsbetreuung für über 60 Kinder anbietet.
Heute (2013) werden in zwölf Klassenzimmern, neun im Neubau und drei im 1. Stock des ursprünglichen Gebäudes mit der Erweiterung von 1928/29, die Jahrgangsstufen 1 bis 4 mit je drei Klassen unterrichtet.

## Ehemalige Schüler
- Helmut Bloid (* 1929), Schriftsteller
- Manfred Berger (* 1944), Erziehungswissenschaftler